# Chai (Ayutthaya)
Prinz Chai (voller Titel: Somdet Chao Fa Chai, Thai: สมเด็จเจ้าฟ้าไชย, weiterer Name: Somdet Phrachao Sanphet VI., Thai: สมเด็จพระเจ้าสรรเพชญ์ที่ 6) († 8. August 1656) war vom 7. bis zum 8. August 1656 der 27. König des Königreiches Ayutthaya in Siam (heute Thailand), Nachfolger von König Prasat Thong.

## Leben
Prinz Chai war der älteste Sohn von König Prasat Thong. Nach dessen Tod am 7. August 1656 „stürmte Prinz Chai mit bewaffneten Männern den Palast und bestieg den Thron“. Bereits am selben Abend sammelte sein Bruder, Prinz Narai, seine Gefolgsleute. Sie verhafteten am nächsten Tag Prinz Chai und brachten ihn zum „Hügel des Phraya“. Dort wurde er exekutiert wie es für Könige üblich war: er wurde in einen Samtsack gesteckt, um kein königliches Blut auf dem Boden zu vergießen. Anschließend wurde er mit Knüppeln aus Sandelholz zu Tode geprügelt.
Narai ließ anschließend seinen Onkel Phra Si Suthammaracha zum König krönen, er selbst wurde gleichzeitig zum Uparat („Vizekönig“) ernannt.